# Bardallur (kommunhuvudort)
Bardallur är en kommunhuvudort i Spanien.   Den ligger i provinsen Provincia de Zaragoza och regionen Aragonien, i den nordöstra delen av landet, 250 km nordost om huvudstaden Madrid. Bardallur ligger 283 meter över havet och antalet invånare är 270.
Terrängen runt Bardallur är huvudsakligen platt, men åt sydost är den kuperad. Runt Bardallur är det tätbefolkat, med 297 invånare per kvadratkilometer. Närmaste större samhälle är Utebo, 17,8 km öster om Bardallur. Trakten runt Bardallur består till största delen av jordbruksmark.